# Fényes Szabolcs-díj
A díjat Fényes Szabolcs örökösei alapították. A díjazott művészt a Fényes Szabolcs Alapítvány kuratóriuma, a Magyar Alkotóművészek Országos Egyesülete Zenei Tagozatának vezetősége választja ki.

## Díjazottak
- 1995 - Szenes Iván[1]
- 1995 - Wolf Péter[2]
- 1996 -
- 1997 - Gyulai Gaál János[3]
- 1998 - Malek Miklós[3]
- 1999 - Victor Máté[4]
- 2000 - Darvas Ferenc[5]
- 2001 - G. Dénes György
- 2002 - Fülöp Kálmán
- 2003 - Németh Zoltán[6]
- 2004 - Bródy János[3]
- 2005 - Sztevanovity Dusán[3]
- 2006 -
- 2007 - Körmendi Vilmos[7]
- 2008 - Kocsák Tibor[3]
- 2009 -
- 2010 - Várkonyi Mátyás[8]
- 2011 -
- 2012 - Kerényi Miklós Gábor[9]
- 2013 -
- 2014 -
- 2015 - Oláh Kálmán
- 2016 -